# Antoni Jacuński
Antoni Jacuński pseud. Sulima, Andrzej, Rak, vel Piotrowski  (ur. 12 marca?/24 marca 1890 w Mierzycach, zm. 7 września 1955) – polski agronom, żołnierz AK.

## Życiorys
Antoni Jacuński walczył  w Legionach Polskich w czasie I wojny światowej. Przybrał pseudonim Sulima (który był herbem jego przodków). W lutym 1917 roku służył w 3 szwadronie 2 Pułku Ułanów Legionów Polskich. Po odzyskaniu przez Polskę niepodległości w 1918 roku dalej służył w Wojsku Polskim. Brał udział w wojnie z bolszewikami, po której przeszedł do rezerwy, mając przydział do 2 Pułku Szwoleżerów Rokitniańskich. Został zweryfikowany jako porucznik rezerwy kawalerii z dniem 1 czerwca 1919 roku.
W dwudziestoleciu międzywojennym mieszkał w majątku Gordanowo (powiat grudziądzki), pracując jako agronom. Należał wtedy do zarządu Towarzystwa Wiosek Kościuszkowskich.
W czasie II wojny światowej, przybrawszy nazwisko „Piotrowski” był administratorem majątku w Bieganowie (powiat włoszczowski). Pod pseudonimami Andrzej i Rak brał udział w działalności konspiracyjnej w ZWZ-AK. Prawdopodobnie od lata roku 1942 do czerwca 1944 roku był komendantem Rejonu III Obwodu AK Włoszczowa, obejmującego placówki Secemin, Szczekociny i Rokitno. W czasie akcji „Burza”, do co najmniej października 1944 roku  był oficerem informacyjnym 74 Pułku Piechoty Armii Krajowej. Był ranny 27 października 1944 roku w czasie bitwy pod Krzepinem.

## Odznaczenia
- Medal Niepodległości (1932)[4]
- Krzyż Walecznych[1]

## Życie prywatne
Antoni był synem Antoniego (1845–1922), ziemianina, weterana powstania styczniowego, zmuszonego w ramach represji popowstaniowych do opuszczenia ziemi kowieńskiej, i Bronisławy Stanisławy Lucyny z domu Wierzyckiej (córki Walentego Wierzyckiego; Bronisława była siostrą Walentyny (1848–1910), matki m.in. Anny Podgórskiej). Zamieszkali w jednym z majątków rodzinnych ojca Bronisławy, w Mierzycach. Małżeństwo miało co najmniej ośmioro dzieci:
- nieżywe dziecko (1874)
- Anna Bogumiła Paulina (1875–?), późniejsza Mikoszewska
- Maria Kazimiera Józefa (1877–1967), późniejsza żona Władysława Maciejewskiego
- Tadeusz (1879–~1932), ożeniony później z Haliną Kwiatkowską, nauczyciel, dyrektor gimnazjum w Mołodecznie
- Janina Zofia (1881–1971), późniejsza Szymańska, która wraz ze swoją córką Barbarą otrzymały medal  Sprawiedliwy wśród Narodów Świata[6]
- Irena (1882–?)
- Antoni
- Jerzy (1894–?).

Stryj Antoniego Józef Jacuński był również powstańcem styczniowym.
Antoni w małżeństwie z Aliną Marcińczyk (1893–?) miał dwie córki: Hannę i Krystynę, późniejszą Piotrowską, matkę  prof. Elżbiety Putkiewicz. Jego drugą żoną była Wacława z domu Niemczynowicz (1911–2010).
Został pochowany na Cmentarzu Powązkowskim w Warszawie (kwatera 103, rząd 1, miejsce 25).